# Reprezentacja Holandii w koszykówce mężczyzn
Reprezentacja Holandii w koszykówce mężczyzn - drużyna, która reprezentuje Holandię w koszykówce mężczyzn. Za jej funkcjonowanie odpowiedzialny jest Holenderski Związek Koszykówki. Czternaście razy brała udział w mistrzostwach Europy, jednak nigdy nie zdobyła medalu. Wystąpiła również raz na mistrzostwach świata.

## Udział w imprezach międzynarodowych
- Mistrzostwa świata
  - 1986 - 14. miejsce

- Mistrzostwa Europy
  - 1946 - 6. miejsce
  - 1947 - 11. miejsce
  - 1949 - 5. miejsce
  - 1951 - 10. miejsce
  - 1961 - 15. miejsce
  - 1963 - 16. miejsce
  - 1967 - 16. miejsce
  - 1975 - 10. miejsce
  - 1977 - 7. miejsce
  - 1979 - 10. miejsce
  - 1983 - 4. miejsce
  - 1985 - 12. miejsce
  - 1987 - 10. miejsce
  - 1989 - 8. miejsce